# Zyliss
Die Zyliss AG war ein Schweizer Produktionsunternehmen von Küchengeräten. Der Unternehmensname ist eine Kombination aus dem Namen des Velomechanikers und Gründers Karl Zysset (1907–1998), der vorher das Velohaus Zysset geführt hatte, und dem ersten Unternehmensstandort Lyss.
Die Zyliss AG wurde am 29. März 2006 aus dem Handelsregister gelöscht. Die Marke Zyliss wird seitdem von der Diethelm Keller Brands AG, die zur Diethelm Keller Holding AG gehört, verwendet.

## Geschichte
Karl Zysset (1907–1998) gab im Jahr 1951 das Velogeschäft auf und gründete das Unternehmen Zyliss, das Küchengeräte herstellte, ursprünglich "Zylyss". 1960 wurde das Unternehmen in eine Aktiengesellschaft umgewandelt.
Der Werbeslogan des Unternehmens war Zick-Zick-Zyliss.
1982 wurde das Unternehmen an zwei Investoren verkauft. Diese verkauften den Betrieb 1985 an die Diethelm Keller Holding AG (DKSH) weiter. Das Unternehmen war operativ jedoch weitgehend autonom. Seit 1995 machte das Unternehmen Verluste.
2003 wurde die Zahl der Arbeitsplätze von 105 auf 80 reduziert und die Unternehmensleitung kündigte an, dass der Produktionsstandort von Lyss nach Fernost verlagert werden soll, was die Angestellten durch Protestkundgebungen und einen Streik verhindern wollten. Die erfolgreiche Protestaktion wurde zu einem „Vorzeigestreik“ der neueren Schweizer Arbeiterbewegung. Verena Endtner drehte dazu unter dem Titel „Der Streik wird salonfähig“ einen erfolgreichen Dokumentarfilm, der an den Solothurner Filmtagen ausgezeichnet wurde. Es wurde erreicht, dass die verbliebenen 80 Mitarbeiter bis Ende 2004 eine Beschäftigungsgarantie erhielten.
Dann wurden die Arbeitsplätze in der Produktion abgebaut und ab 2005 wurde mit 30 Mitarbeitern in China unter Schweizer Aufsicht weiterproduziert. Nur 20 Arbeitsplätze in der Verwaltung blieben bis zur Auflösung des Unternehmens im April 2006 in der Schweiz erhalten. Der Unternehmenssitz wurde im Dezember 2005 nach Zürich verlegt.
Das Unternehmen DKB Household Switzerland AG, zu dem die Marken Zyliss, Koenig, Turmix, und Cole & Mason gehören, hat 120 Mitarbeiter.

## Erfindungen
Drei weltweit bekannte küchentechnische Erfindungen kommen ursprünglich von Zyliss: die Knoblauchpresse, die Salatschleuder sowie der Zwiebelhacker.